# Páramos de la Cordillera Central
Los Páramos de la Cordillera Central son ecorregiones neotropicales de bioma montano esparcidos por las zonas altas de la Cordillera de los Andes del norte del Perú y el sur de Ecuador, desde la línea arbolada por encima de los 3200 m s.n.m.. Ocupan un área de aproximadamente 14 000 km². La región meridional, dentro del territorio de Peru, es conocida como jalca.
La región presenta una vegetación escasa, carente de árboles, con presencia de arbustos bajos y plantas en cojín bajo los que se extienden líquenes y musgos. Las especies de la familia Ericaceae son representativas de la región. La actividad humana, especialmente la quema de pastizales destinada a incrementar la superficie cultivable, puede haber impactado furtemente sobre las características de la vegetación.

Los páramos se caracterizan por su alto grado de endemismo. Se ha registrado la presencia de colibríes de neblina (Metallura odomae) y tangara-de-montaña enmascarada (Buthraupis wetmorei), entre otros.